# Gustav Fabritz
Gustav Fabritz (* 19. Juli 1895 in Wien; † 17. Juli 1953 in München) war ein österreichischer Maschinenbauingenieur, der als Konstrukteur von Wasserturbinen bekannt wurde.

## Leben und Wirken

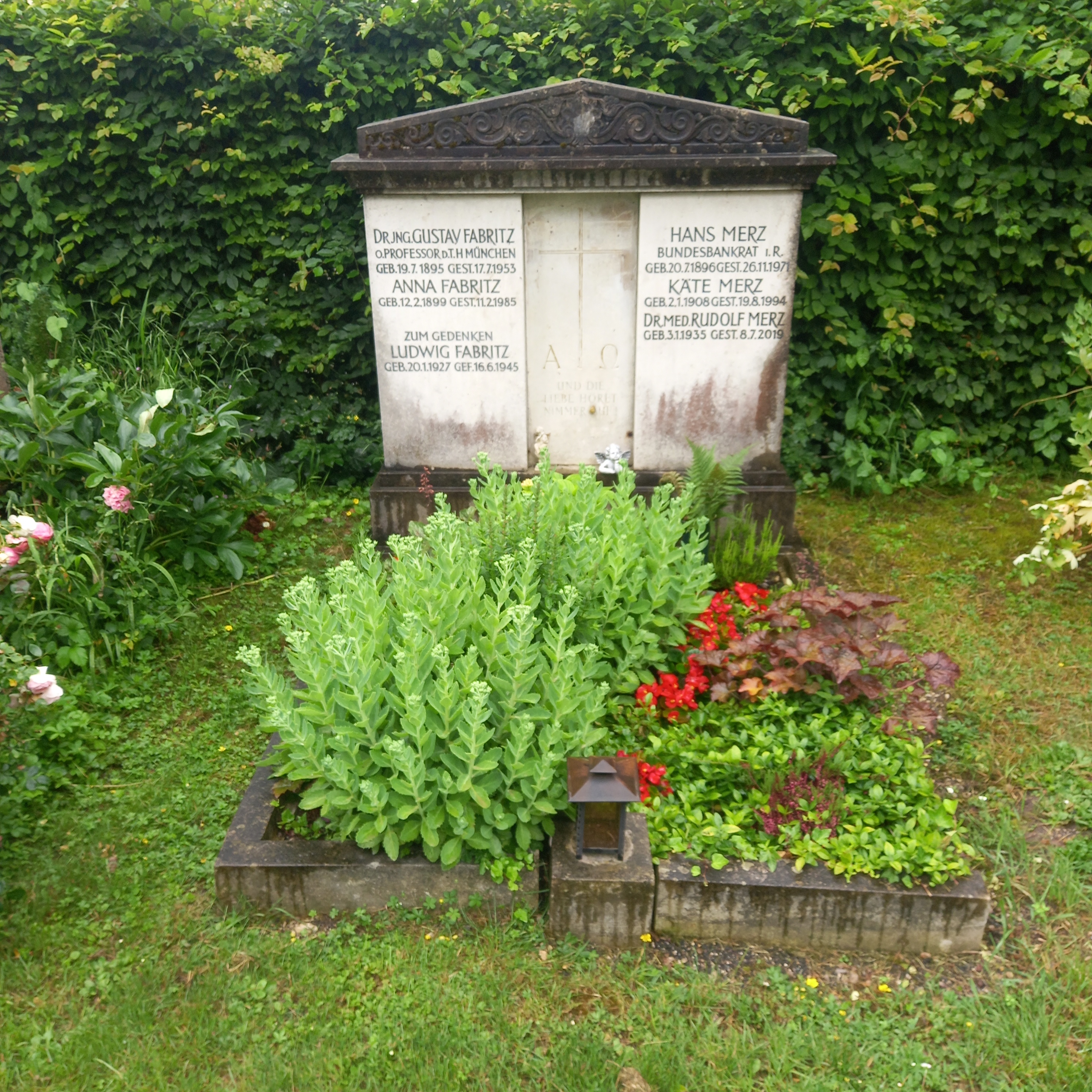
Grab von Gustav Fabritz und seiner Ehefrau Anna geborene Kufner auf dem Nordfriedhof in München

Gustav Fabritz war der Sohn eines gleichnamigen Finanzoberamtsverwalters (1863–1929) und dessen Frau Maria (1871–1939). Der Großvater väterlicherseits war der Finanzrat Anton Fabritz. Der Großvater mütterlicherseits war der Finanzbeamte Johann Imeidhof. Fabritz selbst heiratete 1925 in München Anna (* 1899), eine Tochter des bayerischen Hofwagenfabrikanten Ludwig Kufner (1864–1941). Das Ehepaar hatte einen Sohn, der im Krieg fiel.
Fabritz studierte Maschinenbau an der Technischen Hochschule Wien und arbeitete danach als wissenschaftlicher Assistent bei Artur Budau. Nach der Promotion im Jahr 1920 wechselte er als Konstrukteur von Wasserturbinen und Reglern in die Industrie. Als fähiger und begabter Mitarbeiter erreichte er schnell Führungspositionen im Wasserkraftmaschinenbau. Er beschäftigte sich mit Maschinen für große Wasserkraft- und Pumpspeicherwerke, darunter Regler für das Kraftwerk Kaprun und eine 68.000-PS-Turbine für eine Anlage in Rodund.
Fabritz konstruierte einen genialen Wasserturbinenreglertyp, der sich über Jahrzehnte bewährte. Er publizierte umfangreich und brachte es, insbesondere aufgrund seines 1940 erschienenen Standardwerks über „Die Regelung der Kraftmaschinen unter besonderer Berücksichtigung der Wasserturbinenregelung“, zu internationaler wissenschaftlicher Reputation. Im Jahr 1934 sollte er auf Viktor Kaplan als Professor an der Technischen Hochschule Brünn folgen. 1942 erhielt er einen Ruf als ordentlicher Professor an die Deutsche Technische Hochschule Prag, an der er bis zum Ende des Zweiten Weltkriegs blieb. 1948 übernahm er den Lehrstuhl für Wasserkraftmaschinen der Technischen Hochschule München.